# Łódź ratunkowa (film)
Łódź ratunkowa (ang. Lifeboat) – amerykański film wojenny z 1944 roku w reżyserii Alfreda Hitchcocka, zrealizowany na podstawie opowiadania Johna Steinbecka. Film znany też w Polsce pod alternatywnym tytułem Tratwa ratunkowa.
"Łódź ratunkowa" jest jedynym wojennym filmem Alfreda Hitchcocka. Bardziej jednak niż tło polityczne reżysera interesowała psychologia sytuacji konfliktowych między ludźmi zamkniętymi na ograniczonej przestrzeni. Sam twórca powiedział o filmie: "To mikrokosmos wojny".

## Opis fabuły
II wojna światowa. Aliancki statek tonie na morzu, zatopiony niemiecką torpedą. Na łodzi ratunkowej znajduje się dziewięć ocalonych osób: 3 kobiety i 6 mężczyzn. Jednym z rozbitków jest kapitan niemieckiego okrętu, który wystrzelił torpedę. Stopniowo Niemiec przejmuje dowodzenie i stara się skrycie kierować w kierunku okrętu niemieckiego. Jeden z mężczyzn dostrzega tę groźbę, jednak Niemiec wyrzuca go nocą za burtę. Pozostali rozbitkowie rozszyfrowują jednak zamiary kapitana i zabijają go na krótko przed dopłynięciem do niemieckiego statku. Ten zostaje zatopiony przez krążący w pobliżu okręt amerykański.

## Główne role
- Tallulah Bankhead - Constance "Connie" Porter
- William Bendix - Gus Smith
- Walter Slezak - Willi
- Mary Anderson - Alice MacKenzie
- John Hodiak - John Kovac
- Henry Hull -  Charles D. "Ritt" Rittenhouse
- Heather Angel - Mrs. Higgins
- Hume Cronyn - Stanley "Sparks" Garrett
- Canada Lee - George "Joe" Spencer

Alfred Hitchcock we wszystkich swoich filmach tradycyjnie pokazywał się na moment na ekranie. W filmie Lifeboat miał z tym kłopot, ponieważ cała akcja filmu toczy się na łodzi ratunkowej. Wymyślił więc scenę, w której rozbitkowie znajdują na dnie łodzi starą gazetę, a w niej reklamę środka odchudzającego ze zdjęciami dwóch ludzi, grubego (przed kuracją) i szczupłego (po kuracji). Obydwa zdjęcia przedstawiają samego reżysera, do wizerunku przed kuracją wykorzystano zdjęcie reżysera z 1943 roku, kiedy odchudzał się na ścisłej diecie.